# Okcitán nyelv
Az okcitán, okszitán vagy – hagyományos nevén – provanszál nyelv (okcitán nyelven occitan [ut͡siˈta] vagy lenga d’òc [leŋgɔˈdo(k)], franciául: occitan vagy langue d’oc) Dél-Franciaországban beszélt, több dialektus formájában élő újlatin nyelv, amely közelebbről a nyugati újlatin nyelvek galloromán csoportjába tartozik. Dialektológiai tekintetben leginkább a Spanyolországban beszélt katalán nyelvhez áll közel, amellyel együtt dialektális kontinuumnak is felfogható. Az okcitán elnevezést onnan kapta, hogy a középkori dél-franciaországi nyelvjárásokban az igenlést az òc (ejtsd: [ɔ]) szóval fejezték ki (< latin HOC ’ez’), szemben az északi nyelvjárásokkal, ahol az oïl szót (< latin HOC [EST] ILLUD ’ez az, így van’) használták; míg az előbbi dialektusokból fejlődött ki az okcitán nyelv, az utóbbiak képezték a későbbi francia nyelv alapját. A nyelv beszélői az okcitánok.
Beszélői közé tartozott Honoré de Balzac világhírű francia író, hiszen családja, amely Dél-Franciaországból származott, okcitán anyanyelvű volt.

## Történelmi jelentősége
Az okcitán az egyik legnagyobb kulturális és irodalmi hagyományokkal rendelkező kisebbségi nyelv Franciaországban. A középkori irodalomban a trubadúrköltészet és balladák nyelve volt. A nagyobb újlatin nyelvekbe, mint például az olasz és a spanyol, számos szó került be az okcitán útján.
Mivel a középkorban az okcitán irodalmi élet központja a történelmi Provence tartomány volt, a nyelvet hagyományosan provanszál nyelvnek is nevezik. Ugyanakkor a szó szoros értelmében vett provanszál nyelvjárás csak az okcitán egyik területi nyelvváltozata. Az okcitánnak hivatalosan – a Spanyolországban beszélt aráni nyelven kívül – nincs standard változata; de facto a déli lengadocian nyelvjárást tekintik standardnak.

## Dialektális felosztása
Az okcitán három fő nyelvjáráscsoportra osztható, ezen belül összesen hét nyelvjárással rendelkezik, amelyek további aldialektusokra oszlanak. A főbb nyelvjárások az alábbiak:

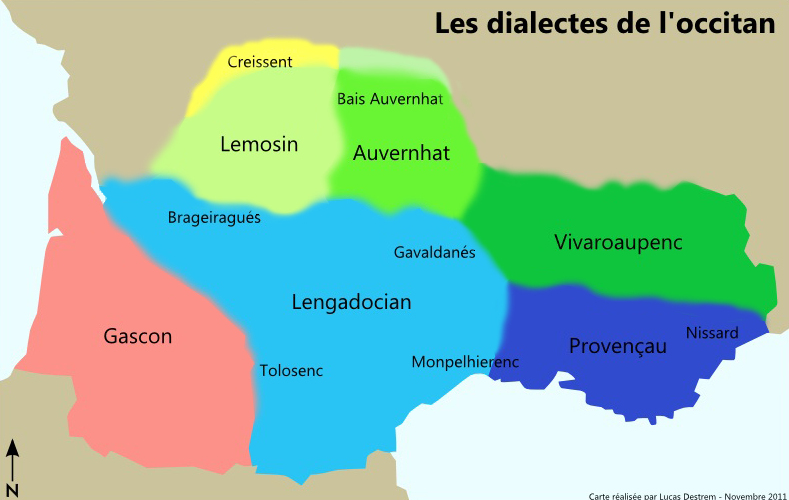
A franciaországi okcitán dialektusok térképe

- Északi nyelvjárások
  - Lemosin
  - Auvernhat
  - Vivaroalpenc (vivaroaupenc)
- Déli nyelvjárások
  - Lengadocian („sztenderd”)
  - Provençau (provanszál)
- Gascon
  - Gascon (Gascogne-i)
  - Aranés (aráni)

### A nyelvjárások jellemzői
A nyelvjárások főleg hangtanilag különböznek egymástól: míg az északiak a franciához, a déliek, illetve a gascogne-i és aráni a katalánhoz és a spanyolhoz állnak közelebb. A tulajdonképpeni („sztenderd”) okcitán nyelvjárásnak a lengadocian tekinthető, egyben ez távolodott el legkevésbé a latintól. A gascogne-i és a Spanyolországban beszélt aráni nyelv jellegzetessége, amely által élesebben elkülönülnek a többi okcitán nyelvjárástól, hogy erős baszk–aquitaniai szubsztrátum érte őket (lásd még: paleohispániai nyelvek), így bizonyos mássalhangzókat teljesen másképp ejtenek, mint a többi dialektusban. Éppen ezért a gascogne-it és aránit sokszor külön nyelveknek is tekintik. A továbbiakban a lengadocian nyelvjárást ismertetjük részletesebben, szükségszerűen utalva a többire.

## Hangtan
Hangtanilag leginkább a katalán nyelvvel mutat egyezéseket. Magánhangzórendszere hangsúlyos szótagban hét fonémából áll, ezek: /a, ɛ, e, i, o, u, y/; hangsúlytalan helyzetben csak az /a, e, i, u/, valamint a szó végén egy ajakkerekítés nélküli – nyelvjárástól függően – o-hoz vagy ö-höz közel álló magánhangzó fordul elő, amelyet a helyesírásban az -a jelöl (átírásunkban [ɔ] ). Az /ɛ/-/e/ különbség csak hangsúlyos szótagban fordul elő, ebben az esetben az /ɛ/-t è-vel jelölik: bèn [bɛn] ’jól’. Az /u/ hangot az o – hangsúlyos szótagban ó – jelöli, míg az /o/-t az ò-val írják át (például coire [ˈkujre] ’réz’ és còire [ˈkojre] ’főzni’); az /y/ (magyar ü) hangnak írásban az u felel meg, mint a franciában.
Mássalhangzó-állománya általánosságban a következő hangokból áll: zárhangok /p, t, k/, /b, d, g/; nazálisok /m, n, ɲ/; likvidák /l, ʎ, r, rr/; réshangok /f, (v), s, z, ʒ/; affrikáták /t͡s, t͡ʃ, d͡ʒ/; valamint a /j, w/ félhangzók (bizonyos mássalhangzók nincsenek meg minden dialektusban). A nyugati dialektusokban, így a „sztenderd” okcitánban is – akárcsak a katalánban és a spanyolban nincs /b–v/ megkülönböztetés: a b és a v hangkörnyezettől függően [b]-ként (szó elején, valamint nazális után) vagy [β]-ként (magánhangzók között) valósul meg. Az r hangot általában a nyelvhegy pergetésével ejtik; a francia hatástól érintett provanszál dialektusban viszont a nyelvcsap pergetésével („raccsolva”), mint a franciában. A szó végi -n és a legtöbb szóban az -r néma; szintén nem ejtik szó végi mássalhangzó-kapcsolatok utolsó mássalhangzóját (például punt [pyn] ’pont’).

### Helyesírás
Az egyes hangokat írásban a következő betűk jelölik (csak a magyartól eltérők):

#### Magánhangzók
- a, à – rövid magyar á [a]
- e, é – rövid magyar é [e]
- è – magyar e [ɛ]
- o, ó – magyar u [u]
- ò – magyar o [o]
- u – magyar ü [y]

Az ékezet a hangsúlyt jelöli.

#### Mássalhangzók
- b, v – szó elején és nazális után magyar b, máskor lágy v, mint a spanyolban: volèva véder [buˈɛβɔ ˈbeðe] ’látni akarta’. Az északi és a provanszál dialektusokban – francia hatásra – a v-t labiodentálisan ejtik, megtartva a b–v megkülönböztetést.
- c – k: cantar [kantˈa(r)] ’énekelni’.
- cc, tz – c /t͡s/: occitan [ut͡siˈta] ’okcitán’, cantatz [kanˈat͡s] ’énekeltek’.
- ce, ci, ç – sz /s/: cinc [sin] ’öt’, plaça [ˈplasɔ] ’tér’.
- ch és -g – cs /t͡ʃ/ vagy c /t͡s/: lach [lat͡ʃ] vagy [lat͡s] ’tej’, pueg [ˈpwet͡ʃ] ’domb’.
- ge, gi, j és tge, tgi, tj – dzs /d͡ʒ/ és /t͡ʃ/: legir [leˈd͡ʒi(r)] ’olvasni’, vilatge [biˈlat͡ʃe] ’falu’, jutjar [d͡ʒuˈt͡ʃa(r)] ’ítélkezni’.
- h – néma, kivéve a gascon dialektus, ahol h azokban a szavakban, amelyek más dialektusban f-fel kezdődnek.
- lh – lj /ʎ/, szó végén l: palha  [ˈpaʎɔ] ’szalma’ (bár ez sokszor összeolvad a /j/ hanggal, így például a balhar ’adni’ és a baiar ’megcsókolni’ szavak között a kiejtésben nincs különbség, mindkettő [baˈja(r)]), filh [fil] ’fia’.
- nh – ny /ɲ/, szó végén n: vinha [ˈbiɲɔ] ’szőlőskert’, punh [pyn] ’ököl’.
- qu– e és i előtt k, máskor [kw]: que [ke] ’ami’, quatre [ˈkwatre] ’négy’.
- s – szó elején nyelvjárástól függően sz /s/ vagy s /ʃ/, magánhangzók között z vagy zs /ʒ/, kettőzve sz /s/: sopa [ˈsupɔ] vagy [ˈʃupɔ] ’leves’. A provanszál dialektusban – francia hatásra – szó végén néma.
- tl, tm, tn – ll [lː], mm [mː], nn [nː].
- x – c /t͡s/, mássalhangzó előtt sz /s/.
- z – z, szó végén sz /s/.

## Nyelvtan
Nyelvtani szerkezete alapvetően nem tér el a szomszédos nyugati újlatin nyelvekétől; minden eddigi jellemző tekintetében, itt is leginkább a katalánnal, illetve a franciával mutathatók ki közös vonások. A névszók többes száma az -s, akárcsak a többi nyugati újlatin nyelvben; a határozott névelő hímnemben a lo, los és nőnemben a la, las (például lo libre / los libres ’a könyv/könyvek’, la flor / las flors ’a virág/virágok’; az -s végű főnevek többes számát -es raggal képzik, az s pedig megkettőződik: lo peis / los peisses ’a hal/halak’). A határozatlan névelő az un, una, többes száma nyelvjárásonként változik: de, del, dels (vö. a francia ún. anyagnévelővel; például legir libres / de libres / dels libres ’könyveket olvasni / néhány könyvet olvasni’). A mutató névmások az aquest, aquesta ’ez’, illetve aquel, aquela ’az’: aquest libre / aquel libre ’ez a könyv / az a könyv’. A spanyolhoz és a katalánhoz hasonlóan léteznek hangsúlytalan, valamint hangsúlyos birtokos névmások: mon libre vagy lo meu libre ’az én könyvem’; ma flor vagy la mia flor ’az én virágom’.
A személyes névmások (alanyesetben): ieu, tu, el/ela, nosautres, vosautres, eles/elas. A hangsúlytalan személyes névmások az igét megelőzik, kivéve a felszólító mód, amelyben kötőjellel az igéhez kapcsolják őket: Me dona d’aiga ’vizet ad nekem’ és dona-me d’aiga ’adj nekem vizet’. Itt is megtalálható az ún. határozói névelő, mint az olaszban: Ne vesi dos ’kettőt látok [abból]’.
Az igék a főnévi igenév végződése alapján négy csoportba sorolhatók: -ar, -er, -ir és -re; példa egy szabályos ragozású igére a kijelentő mód jelen idejében: cantar ’énekelni’ – canti, cantas, canta, cantam, cantatz, cantan. A létige, az èsser ragozása: soi, ès/sés, es, sem, setz, son.

## Nyelvi példák

### Számok
A számok 1-től 10-ig (lengadòc-i nyelvjárásban) a következők:
un, una; dos, doas; tres; quatre; cinc; sieis; sèt; uech; nòu; dètz.

### Példaszöveg
Az alábbi mondat idézet az Emberi Jogok Egyetemes Nyilatkozatából három különböző nyelvjárásban.
| Lengadocian | Provençal | Provençal | Auvernhat |
| Lengadocian | hagyományos helyesírással | megreformált helyesírással | Auvernhat |
| --- | --- | --- | --- |
| Totas las personas nàisson liuras e parièras en dignitat e en dreches. Son cargadas de rason e de consciéncia e mai lor se cal comportar entre elas amb un eime de frairetat. | Totei leis umans nàisson libres. Son egaus per la dignitat e lei drechs. An totei una reson e una consciència. Se dèvon tenir freirenaus leis uns ’mé leis autres. | Tóuti lis uman naisson libre. Soun egau pèr la digneta e li dre. An tóuti uno resoun e uno counsciènci. Se dèvon teni freirenau lis un ’mé lis autre. | Tas las prossonas neisson lieuras moé pariras par dignessa mai dret. Son charjadas de rason moé de consciença mai lhur fau argir entremei lha 'bei n'eime de freiressa. |

- Meghallgat (Omniglot.com)

## Nyelvi összehasonlítás
Az alábbi táblázat néhány egyszerű szó megfelelőit mutatja latinul, okcitánul, katalánul, valamint az öt nagyobb újlatin nyelven. Az okcitán oszlopában első helyen a „sztenderd” (lengadocian) alak szerepel kövéren szedve, mellette zárójelben az egyéb lehetséges nyelvjárási alakok vannak feltüntetve.
| Latin (accusativus) →    | okcitán               | katalán  | francia  | olasz     | spanyol             | portugál | román    | jelentés       |
| ------------------------ | --------------------- | -------- | -------- | --------- | ------------------- | -------- | -------- | -------------- |
| AQUA(M)                  | aiga                  | aigua    | eau      | acqua     | agua                | água     | apă      | ’víz’          |
| CANTARE                  | cantar (chantar)      | cantar   | chanter  | cantare   | cantar              | cantar   | cânta    | ’énekelni’     |
| CAPRA(M)                 | cabra (chabra, craba) | cabra    | chèvre   | capra     | cabra               | cabra    | capră    | ’kecske’       |
| CASEO, FORMATICO         | formatge (hormatge)   | formatge | fromage  | formaggio | queso               | queijo   | caş      | ’sajt’         |
| CLAVE(M)                 | clau                  | clau     | clef/clé | chiave    | llave, clave (átv.) | chave    | cheie    | ’kulcs’        |
| ECCLESIA(M), BASILICA(M) | glèisa                | església | église   | chiesa    | iglesia             | igreja   | biserică | ’székesegyház’ |
| EGO (vulg. EO)           | ieu                   | jo       | je       | io        | yo                  | eu       | eu       | ’én’           |
| LĬNGUA(M)                | lenga                 | llengua  | langue   | lingua    | lengua              | língua   | limbă    | ’nyelv’        |
| NŎCTE(M)                 | nuèch (nuèit)         | nit      | nuit     | notte     | noche               | noite    | noapte   | ’éjszaka’      |
| PLATEA(M)                | plaça                 | plaça    | place    | piazza    | plaza               | praça    | piaţă    | ’tér’          |
| PŎNTE(M)                 | pont (pònt)           | pont     | pont     | ponte     | puente              | ponte    | punte    | ’híd’          |